# چرنا مستا
چرنا مستا (به بلغاری: Cherna Mesta) یک منطقهٔ مسکونی در بلغارستان است که در استان بلاگووگراد واقع شده‌است.
 چرنا مستا  ۴۱۲ نفر جمعیت دارد.